# Nicotiana linearis
Nicotiana linearis là loài thực vật có hoa trong họ Cà. Loài này được Phil. mô tả khoa học đầu tiên năm 1954.